# Figlie della Croce (Palermo)
Le Figlie della Croce (sigla F.D.C.) sono un istituto religioso femminile di diritto pontificio.

## Storia
La congregazione fu fondata dal sacerdote Nunzio Russo: egli aveva già fondato nel 1883 la congregazione delle figlie di San Francesco di Sales, ma l'istituto fu presto dissolto; diede poi inizio a Castelbuono una società di vergini secolari, le sorelle della dottrina cristiana, approvata da Gaetano d'Alessandro, vescovo di Cefalù. Nel 1893 le sorelle della dottrina cristiana avevano già preso il nome di figlie della Croce.
Le figlie della Croce avevano come finalità quella di aiutare il clero, specialmente nell'opera di educazione della gioventù femminile; benché vivessero come suore e portassero un abito religioso, non emettevano voti, ma solo un'oblazione a Dio e la promessa di perseverare nell'istituto e di osservarne le costituzioni.
Il cardinale Alessandro Lualdi, arcivescovo di Palermo, offrì la sua protezione alla comunità e nel 1924 ne fece trasferire la sede principale nella sua città.
L'istituto ricevette il pontificio decreto di lode come società di vita comune senza voti il 3 giugno 1932 e il 13 dicembre 1974 la Santa Sede lo riconobbe come congregazione religiosa.

## Attività e diffusione
Le suore si dedicano all'educazione della gioventù e al lavoro nelle parrocchie.
La sede generalizia è a Palermo.
Alla fine del 2015 l'istituto contava 91 religiose in 18 case.